# Юрашевскис, Петерис
Петерис Юрашевскис (в русском подданстве Пётр Петрович Юрашевский, латыш. Pēteris Juraševskis; 23 марта (4 апреля) 1872, Сесавская волость (ныне Виестурская волость) — 10 января 1945, Елгава) — русский и латвийский политик и юрист, депутат Государственной думы Российской империи II созыва от Курляндской губернии. Один из основателей системы юриспруденции в Латвии. Председатель Кабинета министров Латвии (23 января 1928 — 30 ноября 1928), министр юстиции (1918—1919; 1925) и министр финансов Латвии.

## Биография
Петерис Юрашевскис был евангелическо-лютеранского вероисповедания. Окончил юридический факультет Санкт-Петербургского университета. Помощник присяжного поверенного в Митаве (Елгаве). Позднее нотариус. Работал чиновником в Российской империи. С 1907 г. издавал и редактировал местную газету Sadzīve («Быт»).
7 февраля 1907 избран в Государственную думу Российской империи II созыва от общего состава выборщиков Курляндского губернского избирательного собрания. В момент избрания в Думу — беспартийный. Вошёл в Конституционно-демократическую фракцию. Состоял в Комиссии по запросам. Выступал в прениях по аграрному вопросу.
В независимой Латвии депутат 2, 3 и 4-го Сеймов. С конца 1918 г. неоднократно входил в состав правительства Латвии. Один из основателей партии «Демократический центр» (основана в 1922 г.). Председатель Кабинета министров (24.1. — 30.11.1928). Был в 1927 году одним из кандидатов на пост президента Латвии, баллотируясь от социал-демократической партии.
Один из подписантов Меморандума Центрального Совета Латвии от 17 марта 1944 года.